# Sándor Szűcs
Sándor Szűcs (Szolnok, 23 novembre 1921 – Budapest, 4 giugno 1951) è stato un calciatore ungherese, di ruolo difensore.

## Biografia
Szűcs giocò nell'Újpest Football Club (poi ridenominato, per volere delle autorità comuniste, Budapesti Dózsa) e nella nazionale ungherese, insieme con altri grandi calciatori del tempo come Ferenc Szusza e Gyula Zsengellér (suoi compagni di squadra anche nell'Újpest), Ferenc Puskás, József Bozsik, Ferenc Deák, Béla Sárosi. Dall'inizio degli anni quaranta alla tragica fine della sua carriera fu considerato uno dei più forti difensori europei.
Negli anni cinquanta, l'Ujpest è la squadra della polizia segreta ungherese, Szűcs è un dipendente di stato e quindi anch'egli un poliziotto. Fu arrestato al confine ungherese, condannato a morte al termine di un processo farsa e giustiziato per impiccagione nel 1951, all'età di 29 anni, per aver tentato di emigrare illegalmente: un terribile monito per gli altri calciatori ungheresi qualora, recandosi all'estero per disputare incontri internazionali, avessero avuto la tentazione di fuggire in Occidente. Nello stadio dell'Újpest FC, la curva dei tifosi della squadra di casa è stata intitolata alla memoria di Szűcs.

## Statistiche

### Cronologia presenze e reti in nazionale
| Cronologia completa delle presenze e delle reti in nazionale ― Ungheria | Cronologia completa delle presenze e delle reti in nazionale ― Ungheria | Cronologia completa delle presenze e delle reti in nazionale ― Ungheria | Cronologia completa delle presenze e delle reti in nazionale ― Ungheria | Cronologia completa delle presenze e delle reti in nazionale ― Ungheria | Cronologia completa delle presenze e delle reti in nazionale ― Ungheria | Cronologia completa delle presenze e delle reti in nazionale ― Ungheria | Cronologia completa delle presenze e delle reti in nazionale ― Ungheria |
| Data                                                                    | Città                                                                   | In casa                                                                 | Risultato                                                               | Ospiti                                                                  | Competizione                                                            | Reti                                                                    | Note                                                                    |
| ----------------------------------------------------------------------- | ----------------------------------------------------------------------- | ----------------------------------------------------------------------- | ----------------------------------------------------------------------- | ----------------------------------------------------------------------- | ----------------------------------------------------------------------- | ----------------------------------------------------------------------- | ----------------------------------------------------------------------- |
| 23/03/1941                                                              | Belgrado                                                                | Jugoslavia                                                              | 1 – 1                                                                   | Ungheria                                                                | Amichevole                                                              | -                                                                       |                                                                         |
| 16/11/1941                                                              | Zurigo                                                                  | Svizzera                                                                | 1 – 2                                                                   | Ungheria                                                                | Amichevole                                                              | -                                                                       |                                                                         |
| 03/05/1942                                                              | Budapest                                                                | Ungheria                                                                | 3 – 5                                                                   | Germania                                                                | Amichevole                                                              | -                                                                       |                                                                         |
| 14/06/1942                                                              | Budapest                                                                | Ungheria                                                                | 1 – 1                                                                   | Croazia                                                                 | Amichevole                                                              | -                                                                       |                                                                         |
| 01/11/1942                                                              | Budapest                                                                | Ungheria                                                                | 3 – 0                                                                   | Svizzera                                                                | Amichevole                                                              | -                                                                       |                                                                         |
| 16/05/1943                                                              | Ginevra                                                                 | Svizzera                                                                | 1 – 3                                                                   | Ungheria                                                                | Amichevole                                                              | -                                                                       |                                                                         |
| 06/06/1943                                                              | Sofia                                                                   | Bulgaria                                                                | 2 – 4                                                                   | Ungheria                                                                | Amichevole                                                              | -                                                                       |                                                                         |
| 19/08/1945                                                              | Budapest                                                                | Ungheria                                                                | 2 – 0                                                                   | Austria                                                                 | Amichevole                                                              | -                                                                       |                                                                         |
| 20/08/1945                                                              | Budapest                                                                | Ungheria                                                                | 5 – 2                                                                   | Austria                                                                 | Amichevole                                                              | -                                                                       |                                                                         |
| 30/09/1945                                                              | Budapest                                                                | Ungheria                                                                | 7 – 2                                                                   | Romania                                                                 | Amichevole                                                              | -                                                                       |                                                                         |
| 14/04/1946                                                              | Vienna                                                                  | Austria                                                                 | 3 – 2                                                                   | Ungheria                                                                | Amichevole                                                              | -                                                                       |                                                                         |
| 04/05/1947                                                              | Budapest                                                                | Ungheria                                                                | 5 – 2                                                                   | Austria                                                                 | Amichevole                                                              | -                                                                       |                                                                         |
| 11/05/1947                                                              | Torino                                                                  | Italia                                                                  | 3 – 2                                                                   | Ungheria                                                                | Amichevole                                                              | -                                                                       |                                                                         |
| 29/06/1947                                                              | Belgrado                                                                | Jugoslavia                                                              | 2 – 3                                                                   | Ungheria                                                                | Coppa dei Balcani                                                       | -                                                                       |                                                                         |
| 17/08/1947                                                              | Budapest                                                                | Ungheria                                                                | 9 – 0                                                                   | Bulgaria                                                                | Coppa dei Balcani                                                       | -                                                                       |                                                                         |
| 20/08/1947                                                              | Budapest                                                                | Ungheria                                                                | 3 – 0                                                                   | Albania                                                                 | Coppa dei Balcani                                                       | -                                                                       |                                                                         |
| 14/09/1947                                                              | Vienna                                                                  | Austria                                                                 | 4 – 3                                                                   | Ungheria                                                                | Amichevole                                                              | -                                                                       |                                                                         |
| 21/04/1948                                                              | Budapest                                                                | Ungheria                                                                | 7 – 4                                                                   | Svizzera                                                                | Coppa Internazionale 1948-1953                                          | -                                                                       |                                                                         |
| 03/10/1948                                                              | Budapest                                                                | Ungheria                                                                | 2 – 1                                                                   | Austria                                                                 | Amichevole                                                              | -                                                                       | 47’                                                                     |
| Totale                                                                  |                                                                         | Presenze                                                                | 19                                                                      |                                                                         | Reti                                                                    | 0                                                                       |                                                                         |

## Palmarès

### Club

#### Competizioni nazionali
- Campionato ungherese: 3

Ujpest: 1945, 1945-1946, 1946-1947

### Videografia
- Federico Ferri e Federico Buffa, Storie di Campioni - Buffa Racconta: Ferenc Puskás, Sky Sport, 2015.